# Isola Boving
L'isola Boving (in inglese Boving Island) è una piccola isola antartica facente parte dell'arcipelago Windmill.
Localizzata ad una latitudine di 66° 17' sud e ad una longitudine di 110°31' est, l'isola si trova nella parte meridionale della baia Newcomb, a poche centinaia di metri dall'isola McMullin. La zona è stata mappata per la prima volta mediante ricognizione aerea durante l'operazione Highjump e l'operazione Windmill, negli anni 1947-1948. È stata intitolata dalla US-ACAN a F. Boving, terzo ufficiale della nave MV Thala Dan che ha operato nell'area nel 1965.